# Double Live Assassins
Albums de W.A.S.P.
Kill Fuck Die
(1997) Helldorado
(1999)
Double Live Assassins est un album live du groupe de heavy metal WASP, enregistré pendant le KFD Tour en 1997 et sorti en février 1998.

## Liste des pistes
Tous les morceaux sont composés et écris par Blackie Lawless, sauf indication.
| 1.  | The Medley 1. On Your Knees 2. I Don't Need No Doctor (en) (Jo Armstead (en), Nick Ashford, Valerie Simpson) 3. Hellion 4. Chainsaw Charlie (Murders in the New Morgue) | 11:32 |
| 2.  | Wild Child (Chris Holmes (en), Lawless) | 6:03  |
| 3.  | Animal (Fuck Like a Beast) (en) | 4:13  |
| 4.  | L.O.V.E. Machine | 4:16  |
| 5.  | Killahead (Holmes, Lawless) | 3:51  |
| 6.  | I Wanna Be Somebody (en) | 6:27  |
| 7.  | U (Holmes, Lawless) | 5:34  |
| 8.  | The Real Me (Pete Townshend) | 3:37  |
| 9.  | Kill Your Pretty Face (Holmes, Lawless) | 6:34  |
| 10. | The Horror (Holmes, Lawless) | 9:10  |

| 1. | Blind in Texas                 | 5:34  |
| 2. | The Headless Children          | 5:46  |
| 3. | The Idol                       | 6:14  |
| 4. | The Crimson Idol Medley        | 10:37 |
| 5. | Little Death (Holmes, Lawless) | 4:17  |
| 6. | Mean Man                       | 3:51  |
| 7. | Rock and Roll to Death         | 3:52  |

## Crédits
- Blackie Lawless : guitar, chant, producteur
- Mike Duda : basse, chant
- Chris Holmes : guitare, chant
- Stet Howland : batterie
- Stan Katayama : mixage
- Eddy Schreyer : mastering